# Ніколай Мускат
Ніколай Мускат (мальт. Nikolai Muscat, нар. 13 липня 1996) — мальтійський футболіст, півзахисник клубу «Гзіра Юнайтед» та національної збірної Мальти.

## Клубна кар'єра
У дорослому футболі дебютував 2013 року виступами за команду «Сан Ґванн», в якій провів чотири сезони. 
До складу клубу «Гзіра Юнайтед» приєднався 2017 року. Станом на 29 червня 2023 року відіграв за клуб з Гзіри 139 матчів в національному чемпіонаті.

## Виступи за збірні
2018 року дебютував у складі юнацької збірної Мальти (U-20), загалом на юнацькому рівні взяв участь у 1 іграх.
2018 року залучався до складу молодіжної збірної Мальти. На молодіжному рівні зіграв у 2 офіційних матчах.
2019 року дебютував в офіційних матчах у складі національної збірної Мальти.
| Дата       | Місто                  | Господарі  | Результат | Гості    | Турнір                               | Голи | Примітки |
| ---------- | ---------------------- | ---------- | --------- | -------- | ------------------------------------ | ---- | -------- |
| 18-11-2019 | Та-Калі                | Мальта     | 1 – 2     | Норвегія | Відбір до ЧЄ 2020                    | -    | 70'      |
| 4-6-2021   | Клагенфурт-ам-Вертерзе | Косово     | 2 – 1     | Мальта   | товариський матч                     | -    | 64'      |
| 7-9-2021   | Москва                 | Росія      | 2 – 0     | Мальта   | Відбір до ЧС 2022                    | -    | 86'      |
| 5-6-2022   | Серравалле             | Сан-Марино | 0 – 2     | Мальта   | Ліга націй УЄФА 2022-2023 - 1-й етап | -    | 88'      |
| 26-3-2023  | Та-Калі                | Мальта     | 0 – 2     | Італія   | Відбір до ЧЄ 2024                    | -    | 76'      |
| 16-6-2023  | Та-Калі                | Мальта     | 0 – 4     | Англія   | Відбір до ЧЄ 2024                    | -    | 60'      |
| Усього     |                        | Матчів     | 6         |          | Голів                                | 0    |          |